# Vladimír Procházka (politik KDU-ČSL)
Vladimír Procházka (* 7. listopadu 1946) je bývalý český politik, v 90. letech 20. století poslanec Poslanecké sněmovny za KDU-ČSL.

## Biografie
V roce 1994 se uvádí jako předseda organizace KDU-ČSL v Olomouci. Byl zároveň manažerem Metropolitní kapituly u svatého Václava v Olomouci.
Ve volbách v roce 1996 kandidoval do poslanecké sněmovny za KDU-ČSL (volební obvod Severomoravský kraj). Nebyl zvolen. Ve sněmovně zasedl ovšem dodatečně v prosinci 1996 jako náhradník poté, co rezignovala poslankyně Pavla Jurková. Uvádí se tehdy jako ekonom olomouckého arcibiskupství. V parlamentu setrval do voleb v roce 1998. V letech 1997-1998 byl členem (od dubna 1997 i místopředsedou) sněmovního petičního výboru a byl taky členem ústavněprávního výboru. V roce 1997 je zmiňován i jako krajský předseda KDU-ČSL na severní Moravě.
V komunálních volbách roku 1994 a komunálních volbách roku 1998 byl zvolen do zastupitelstva města Olomouc za KDU-ČSL. Neúspěšně tam kandidoval v komunálních volbách roku 2002. Profesně se uvádí jako podnikatel a ředitel VHS. Zasedal i v městské radě.